# Pete Sears (hockey sur glace)
Gordon Peter Sears dit Pete Sears (né le 14 mars 1947 à Lake Placid, dans l'État de New York aux États-Unis) est un joueur américain de hockey sur glace. Lors des Jeux olympiques d'hiver de 1972 à Sapporo, il remporte la médaille d'argent.

## Statistiques en carrière
| Saison    | Équipe                | Ligue         |    | Saison régulière | Saison régulière | Saison régulière | Saison régulière | Saison régulière | Saison régulière | Saison régulière |     | Séries éliminatoires | Séries éliminatoires | Séries éliminatoires | Séries éliminatoires | Séries éliminatoires | Séries éliminatoires | Séries éliminatoires |
| Saison    | Équipe                | Ligue         | PJ | Min              | BC               | Moy              | % Arr            | Bl               | Pun              | PJ               | Min | BC                   | Moy                  | % Arr                | Bl                   | Pun                  |                      |                      |
| 1966-1967 | Lakers de SUNY-Oswego | NCAA D2       |    |                  |                  |                  |                  |                  |                  | -                | -   | -                    | -                    | -                    | -                    | -                    |                      |                      |
| 1967-1968 | Bobcats de Green Bay  | USHL          | 2  |                  |                  |                  |                  |                  |                  | -                | -   | -                    | -                    | -                    | -                    | -                    |                      |                      |
| 1971-1972 | États-Unis            | International | 27 |                  | 77               | 3,41             |                  | 1                | 2                | -                | -   | -                    | -                    | -                    | -                    | -                    |                      |                      |
| 1973-1974 | Owls de Columbus      | LIH           | 3  | 120              | 9                | 4,50             |                  | 0                | 0                | -                | -   | -                    | -                    | -                    | -                    | -                    |                      |                      |
| 1973-1974 | Suns de Suncoast      | SHL           | 8  | 435              | 50               | 6,90             | 83,9             | 0                | 4                | -                | -   | -                    | -                    | -                    | -                    | -                    |                      |                      |

## Palmarès
- Médaille d'argent aux Jeux olympiques de Sapporo en 1972